# 冉义镇
冉义镇，是中华人民共和国四川省成都市邛崃市曾经下辖的一个镇。2019年12月，撤消冉义镇，原冉义镇所属行政区域划为高埂街道的行政区域。

## 行政区划
冉义镇撤销前下辖以下地区：
斜江社区、新民社区、火星村、九龙村、华会村、石子村、延贡村、园林村、共富村、英汉村和白玉村。